# Shugendō

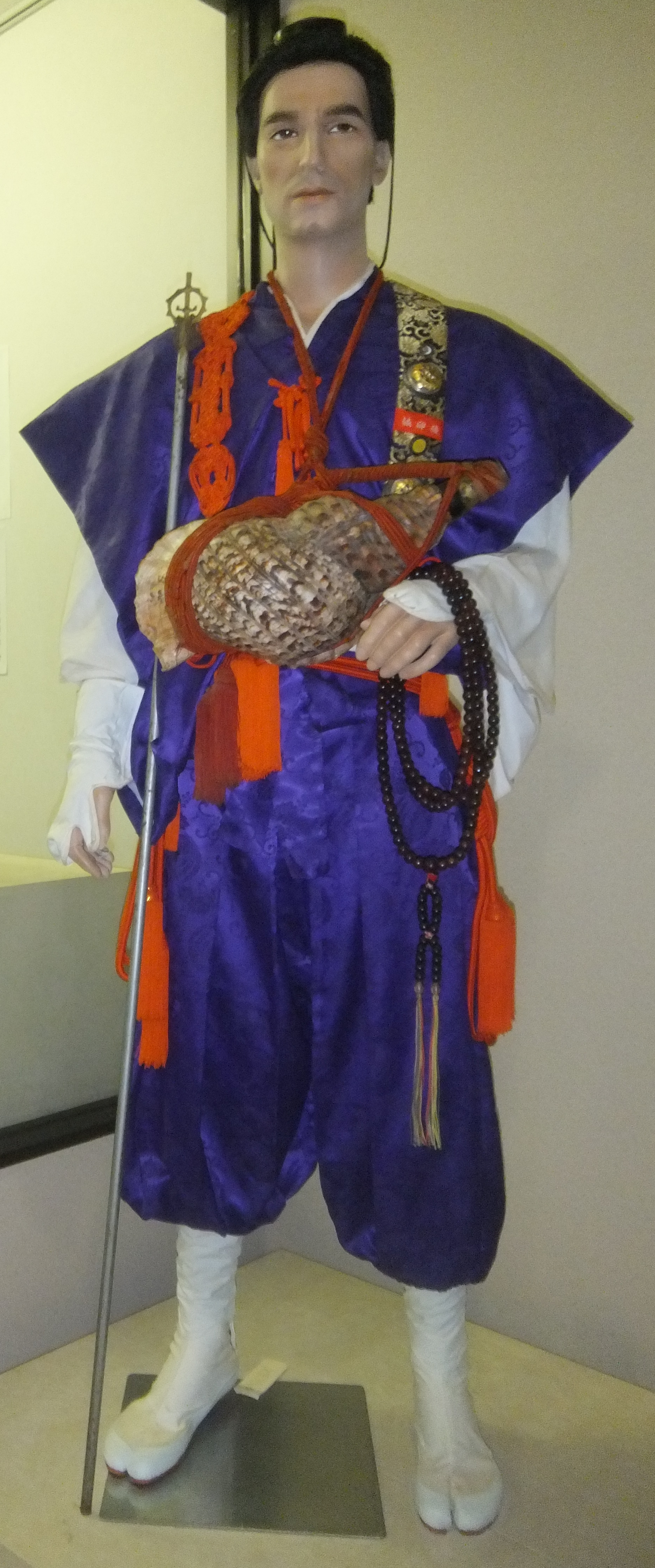
Modell eines Shugenja im Shugendō-Museum des Shippōryū-Tempels (Shippōryū-ji, Inunaki-san, Präfektur Osaka)

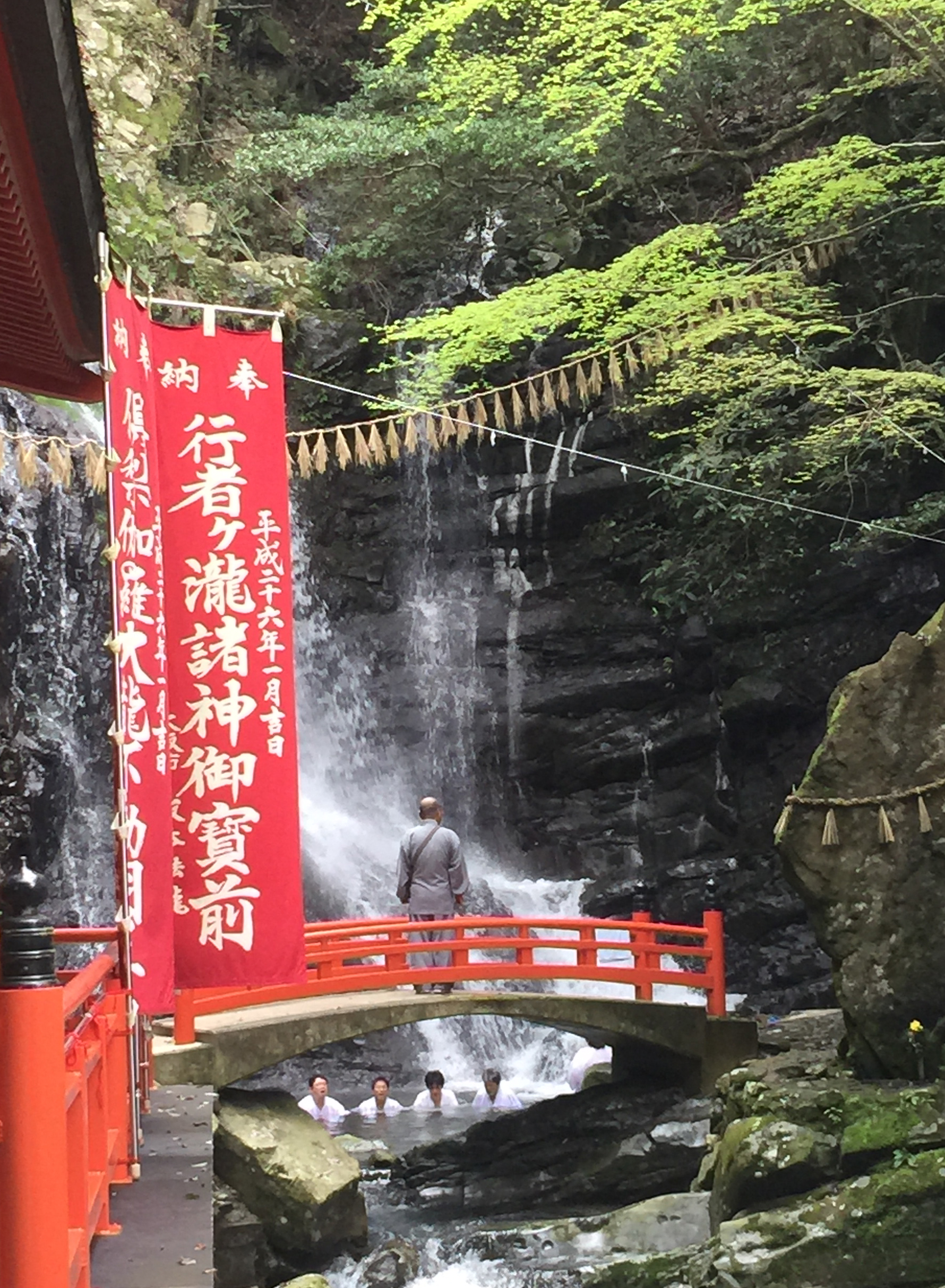
Asketische Übung unter Aufsicht eines buddhistischen Mönches des Shippōryū-Tempels (Shippōryū-ji, Inunaki-san, Präfektur Osaka)

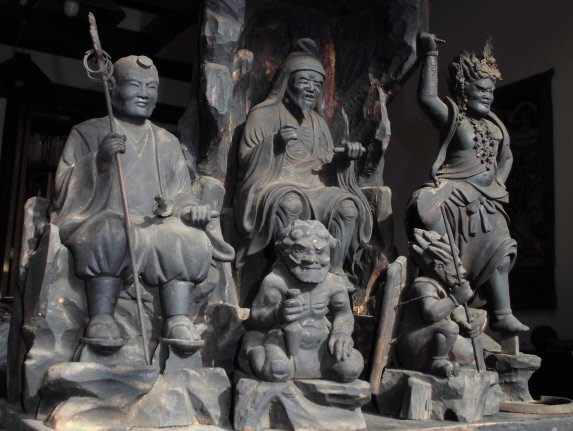
Figurengruppe aus einem Trageschrein mit (von links) Shōbō (Mönch) alias Rigen Daishi, daneben En no Gyōja in einer Grotte mit den ihm dienenden Dämonen Goki und Zenki, rechts davon Zaō Gongen, der Avatar Zaō

Shugendō (japanisch 修験道; etwa: „Weg (dō; chines. Dao) der Einübung von Wunderkräften“) ist eine alte japanische, synkretistische Religion. Die Anhänger des Shugendō, Shugenja (修験者, „Shugen-Person“) oder Yamabushi (山伏, „sich in den Bergen verbergen“) genannt, vollziehen magisch-religiöse Rituale und asketische Praktiken in den Bergen, die das „Buddha-Werden in diesem Leben“ (sokushin-jōbutsu) und das Erlangen übernatürlicher Fähigkeiten zum Ziel haben. Diese Fähigkeiten werden zum Wohl der Bevölkerung, beispielsweise in Form von Wahrsagerei oder zur Heilung von Krankheiten eingesetzt.

## Geschichte
Die Geschichte des Shugendō beginnt in den Gebirgen der Insel Honshū. Während der Asuka-Zeit begaben sich hier erstmals buddhistische Mönche und religiöse Laien in die Berge, um asketische und magisch-religiöse Praktiken auszuüben. Der berühmteste unter ihnen war der legendäre En-no-Gyōja, der Ende des 7. Jahrhunderts gelebt haben soll. Durch Askese auf dem Berg Katsuragi soll er übernatürliche Fähigkeiten erlangt und später an vielen heiligen Bergen Übungsstätten gegründet haben. Er wird als Gründer des Shugendō verehrt. Während der frühen Heian-Zeit stieg die Zahl der Shugenja, u. a. infolge der Gründung der esoterisch-buddhistischen Shingon-Schule durch den Mönch Kūkai, sowie der Gründung der buddhistischen Tendai-Schule durch den Mönch Saichō stark an. Beide Mönche praktizierten asketische Übungen in den Bergen, und viele Anhänger folgten ihrem Beispiel.
Während des japanischen Mittelalters entwickelten sich zwei Hauptlinien des Shugendō: der mit dem Shingon-Buddhismus verbundene Tōzan-Zweig (Tōzan-ha) und der mit der Tendai-Schule verbundene Hozan-Zweig (Hozan-ha). Daneben entstanden regionale, unabhängige Zweige, beispielsweise am Berg Hiko auf der Insel Kyūshū und am Berg Haguro (in der heutigen Präfektur Yamagata).
Im Zuge der verschärften Kontrolle der Religionsgemeinschaften und der Verfolgung des Christentums durch das 1603 etablierte Tokugawa-Shōgunat (s. Edo-Zeit) zog auch der Shugendō das Interesse der Machthaber auf sich. Im Jahr 1613 wurde ein Gesetz (Shugendō Hatto) erlassen, das den Tōzan- und den Hozan-Zweig offiziell anerkannte und vorsah, dass sich alle anderen Gruppen und Personen einem dieser Zweige anschließen sollten.
Zu Beginn der Meiji-Zeit begann die neue Regierung mit dem Aufbau des Staats-Shintō (Kokkashintō) und der Trennung von Buddhismus und Shintō (Shinbutsu-Bunri). Im Falle des Shugendō mit seiner engen Vermischung autochthoner und buddhistischer Elemente erwies sich eine solche Trennung als undurchführbar, so dass man 1872 den Shugendō als solchen verbot. Hinsichtlich der Organisationen ließ sich das zwar durchführen, doch setzten nicht wenige Shugenja ihre Übungen auf individueller Basis fort. Im Schrein-Shintō wurden jedoch weiterhin einige der Shugendō-Feste gefeiert. Einige Traditionen wurden im Sekten-Shintō fortgeführt, so von der Fusō-kyō (扶桑教; betet nur die drei erstgenannten Kami im Kojiki an), der Jikkō-kyō (實行教, vereinfacht 実行教); gegründet von Takekuhi Fujiwara (1541–1646) und verbreitet von Hanamori Shibata (1809–1890), und die Mitake-kyō (auch Ontake-kyō (御嶽教); betet vor allem Kuni-toko-tachi, Ō-namuchi und Sukuna-hikona an, Hauptübungsplatz ist der Ontake-san in Nagano), von denen sich in der Folgezeit mehrere Dutzend neue religiöse Bewegungen abspalteten.
Erst mit den gesetzlichen Bestimmungen über religiöse Körperschaften von 1945 (shūkyō hōjinrei) wurde der Shugendō wieder öffentlich aktiv, zum ersten Mal in seiner Geschichte auch eigenständig und ohne die buddhistischen Schulen, unter deren Schirmherrschaft die einzelnen Erblinien des Shugendō bislang gestanden hatten. Dennoch finden wir nach wie vor an berühmten Übungsstätten eine enge Beziehung zwischen Tempeln und Shugenja.
Heute gehören zu den Hauptzweigen des Shugendō die Shingonshū Daigo-ha, Honzan Shugenshū, Kinpusen Shugen Honshū und Haguro Shugen Honshū.

## Stätten
Die drei wichtigsten Übungsstätten des Shugendō sind die Berge Ōmine und Kumano im Kii-Gebirge für den Tōzan- bzw. den Honzan-Zweig sowie das Dewa-Gebirge für den Haguro-Zweig (Haguro-ha). Dazu kommen weitere heilige Berge wie der Kimpu-sen, die höchste Erhebung des Yoshino-Gebirges, der Fujisan und der Ontakesan in Nagano, die allerdings über keine wesentliche Infrastruktur verfügen. Wichtig sind auch die drei heiligen Stätten von Kumano: Kumano Hayatama-Taisha, Kumano Hongū-Taisha und Kumano Nachi-Taisha.

## Gottheiten
Die synkretistische Natur des Shugendō zeigt sich in den diversen Gottheiten, die ihre Wurzeln in vielerlei religiösen Strömungen haben. Dazu zählt zunächst die Hauptgottheit, Fudō Myō-ō, die buddhistischen Ursprungs ist. Weitere buddhistische Gottheiten im Shugendō sind die vier Mantrakönige (明王, Myō-ō), die Yaksha, die Gohō, Kannon, Kongō Dōji und Daikoku.
Wichtige Gottheiten (Kami) des Shintō im Shugendō sind Inari, Hiei Sannō, Gion, die drei Sumiyoshi-Kami, Kaga, Kasuga, Gottheiten der Straßen und Wegkreuzungen (dōsojin), Katte und Komori, sowie Avatare des shintō-buddhistischen Synkretismus (shinbutsu shūgō): Haguro Gongen und Zaō Gongen (蔵王権現).
Zu den aus dem Daoismus übernommenen Gottheiten zählen der Nordstern, Konjin und Kōshin.